# Fama (Mali)
Pour les articles homonymes, voir Fama (homonymie).
Ne doit pas être confondu avec Fana (Mali).
Fama est une commune et un arrondissement[réf. souhaitée] du Mali, dans le cercle de Kléla et la région de Sikasso.